# Kouba
Pour les articles homonymes, voir Kouba (homonymie).
 (novembre 2010).
Si vous disposez d'ouvrages ou d'articles de référence ou si vous connaissez des sites web de qualité traitant du thème abordé ici, merci de compléter l'article en donnant les références utiles à sa vérifiabilité et en les liant à la section « Notes et références ».
Kouba (en arabe : القبة, « Le Dôme ») est une commune algérienne située dans la proche banlieue sud-est d'Alger, dans la wilaya du même nom.

## Géographie
La commune de Kouba se situe sur l'un des derniers mamelons du sahel algérois, à une altitude de 120 à 130 m. Son territoire s'étend vers le nord à travers des pentes douces pour rejoindre la petite plaine côtière et au sud en direction de la Mitidja un peu plus loin.

### Situation
Kouba est située à environ 6 km au sud-est d'Alger.
| cité hayat, El Madania | Hussein Dey, Forêt des Annassers. | Hussein Dey, Forêt de Kouba        |
| Bir Mourad Raïs        | Kouba                             | El Magharia, Forêt de Bachdjerrah. |
| Birkhadem              | Birkhadem, Djasr Kasentina        | Bourouba, Djasr Kasentina          |

### Hydrographie
La commune est bordée à l'est par l'oued Ouchayah, un petit cours d'eau et au sud par l'oued El Abki, un autre petit cours d'eau. Plusieurs anciens cours d'eau ont disparu, comme l'oued El Garidi en lieu et place de l'actuelle rocade sud ou encore l'oued Kniss au nord.

### Voies de communication et transports

#### Infrastructures de transports
La commune est desservie au sud par la rocade sud d'Alger et à l'ouest par la pénétrante des Annassers.

#### Transports en commun
La commune est desservie par le métro d'Alger à la station multimodale des Fusillés où se trouve le terminus du tramway d'Alger, ainsi que le téléphérique qui rejoint de plateau des Annassers.
Plusieurs bus de l'ETUSA traversent la commune :
- 4 : 1er mai - Ben Omar
- 89 : Aïssat Idir - Vieux-Kouba
- 79 : 1er mai - Ain Naadja
- 96 : Haï El Badr - Djenane Sfari
- 101 : Place des martyrs - Birtouta

Les lignes des bus de transport privées sont très diversifiées, la commune est liée à beaucoup de communes d'Alger à travers les lignes suivantes :
- Kouba (Ben Omar, la mairie, Calvaire, Oasis, Ruisseau) - Belouizdad (Jardin d'essais, Hamma) - 1er mai, ou La Pêcherie/Place des Martyr ;
- Kouba (Ben Omar, L'Appreval) - Gué de Constantine (Cité Hayet, Semmar) - Baraki ;
- Kouba (Ben Omar, L'Appreval, Djenane El Kares) - Gué de Constantine (Aïn Naâdja) ;
- Kouba (Ben Omar, L'Appreval) - Bachdjerrah (Lotissement Michel, Haï Badr, Tennis) ;
- Kouba (Ben Omar, Jolie Vue, Garidi) - Bir Mourad Raïs (Les Sources, La Côte, Said Hamdine) - Ben Aknoun, ou Chevalley-Beni Messous ;
- Kouba (Ben Omar, Jolie Vue, Garidi) - Birkhadem ou Bir Mourad Raïs ;
- Kouba (L'Hôpital Central de l'Armée, Garidi, la mairie, Calvaire), Hussein Dey (la poste, Brossette)
- Propos recueillis par Azizi Rafik source INA.

### Historique
En 1905, une ligne de tramway TMS a été construite entre le Champ de Manœuvres (actuelle place du 1er mai) et Kouba. La ligne de tramway TMS no 6 est exploitée entre la Place du Gouvernement (actuelle place des Martyrs) et Kouba jusqu'en 1945 avec une fréquence de passage toutes les 30 minutes. Elle est ensuite remplacée par un trolleybus qui portera le no 3. En 1958 il est remplacé par des bus.

## Histoire
La ville de Kouba doit son appellation à la mosquée édifiée en 1543 par Brahim Pacha un haut fonctionnaire de la régence d'Alger sous les ordres de Khirredine Barberousse, ce pacha avait pris sa retraite et s'était installé sur cette colline et y avait bâti à son sommet son palais et une mosquée dont la coupole (Kobba) était visible de très loin disait on. Il ne subsiste aujourd'hui que l'ancienne mosquée qui fut rénovée et reconvertie pendant la colonisation en couvent où résidaient des sœurs. Cette coupole de couleur verte est toujours visible de nos jours et ne peut pas être confondue avec celle de l'ancienne église dont la coupole est noire.

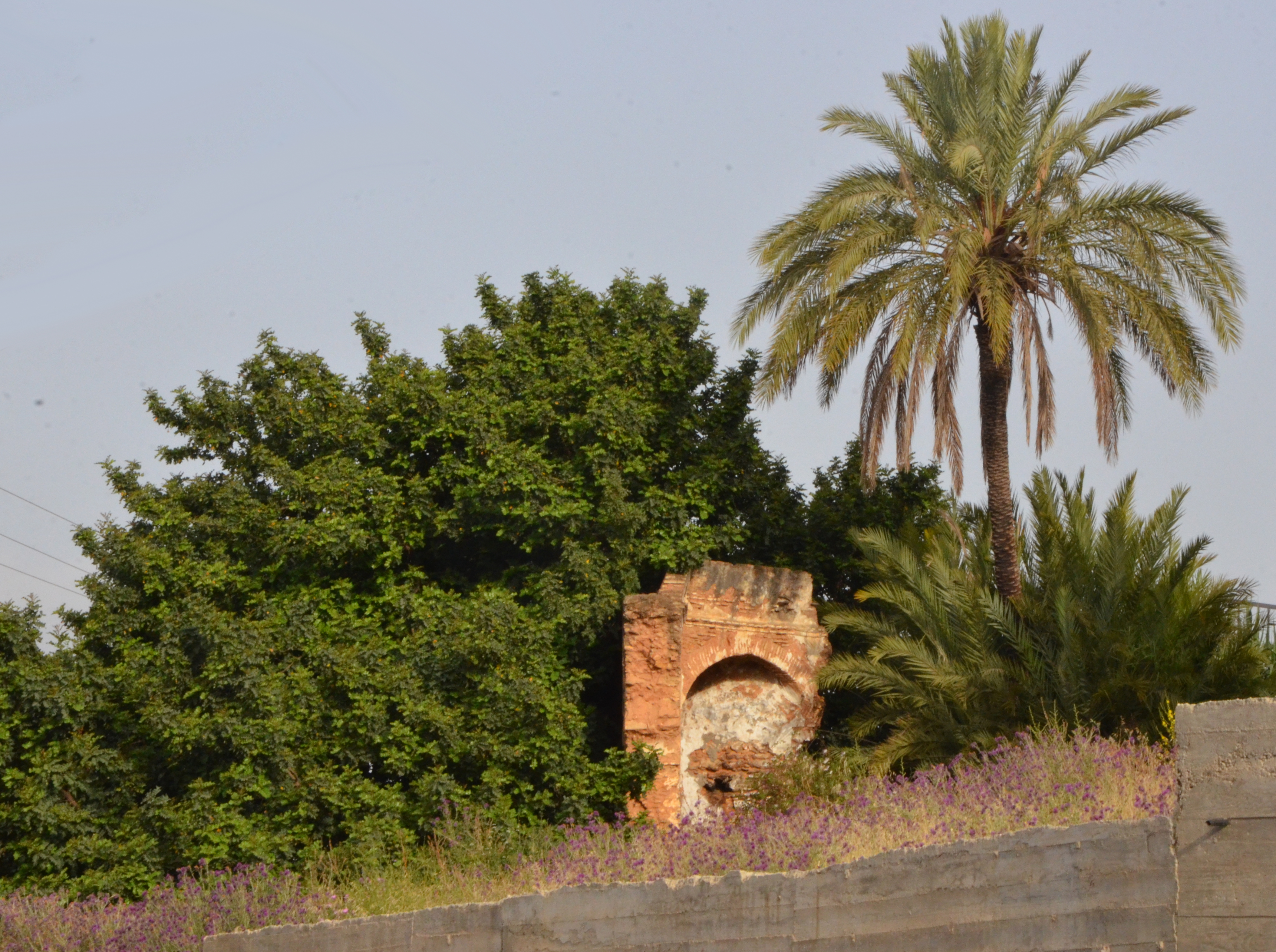
Mausolée de Sidi El Garidi

Au XVIIIe siècle un mausolée est édifié en l'honneur du marabout Sidi El Garidi qui avait légué un terrain devenu aujourd'hui le cimetière de Garidi. Le mausolée et le cimetière se trouvent en lisière d'un village appelé après la colonisation Vieux-Kouba.
Le village colonial a été construit à partir de 1832. Des concessions ont d'abord été données à 23 familles allemandes avant qu'elles ne soient remplacées par des familles françaises en 1835. Il est élevé au rang de commune de plein exercice le 31 décembre 1856. Ce village englobait un territoire comprenant, au nord-est la zone côtière, depuis l'actuelle Hussein Dey jusqu'à l'embouchure de l'Oued El Harrach, et au sud-ouest le Djasr Kasentina (Gué de Constantine).
En 1870, la commune est amputée d'une grande partie de son territoire pour la création de celle d'Hussein Dey.
En 1984, la taille de la commune est de nouveau réduite avec la création de la commune de Gué de Constantine.

## Cimetières
- Cimetière de Kouba (Djebana Mohamed Garidi)
- Cimetière Mohamed Bouras de Ben Omar.
- Cimetière chrétien de La Croix.

## Urbanisme

### Morphologie urbaine
Village colonial construit au milieu du XIXe siècle, Kouba voit se construire au tournant du XXe siècle plusieurs quartiers résidentiels vers le sud. À partir des années 1950 et jusqu'aux années 1990, plusieurs grands ensembles vont pousser à l'ouest et au sud de la commune.
Ses frontières à l'ouest et au sud sont d'anciennes frontières naturelles puisque sa frontière sud est un cours d'eau, aujourd'hui souterrain dit 'Oued Kniss' et sa frontière sud est un cours d'eau aujourd'hui disparu dit 'El Annassers' qui signifie 'Les sources'. La plupart des quartiers qui sont nés autour de ce coin s'appellent 'Les sources', 'Cité des Annassers', etc.

### Quartiers de Kouba

#### Le centre historique
Le centre historique de Kouba, appelé encore le village, est construit autour de la Marie monumentale, traversé par un axe principal, l'avenue Fellah Mohamed (ex-Avenue de la République), il trouve une limite naturelle à l'est avec le grand séminaire et le fort qui le séparent d'Hussein Dey.

#### Oasis / Calvaire

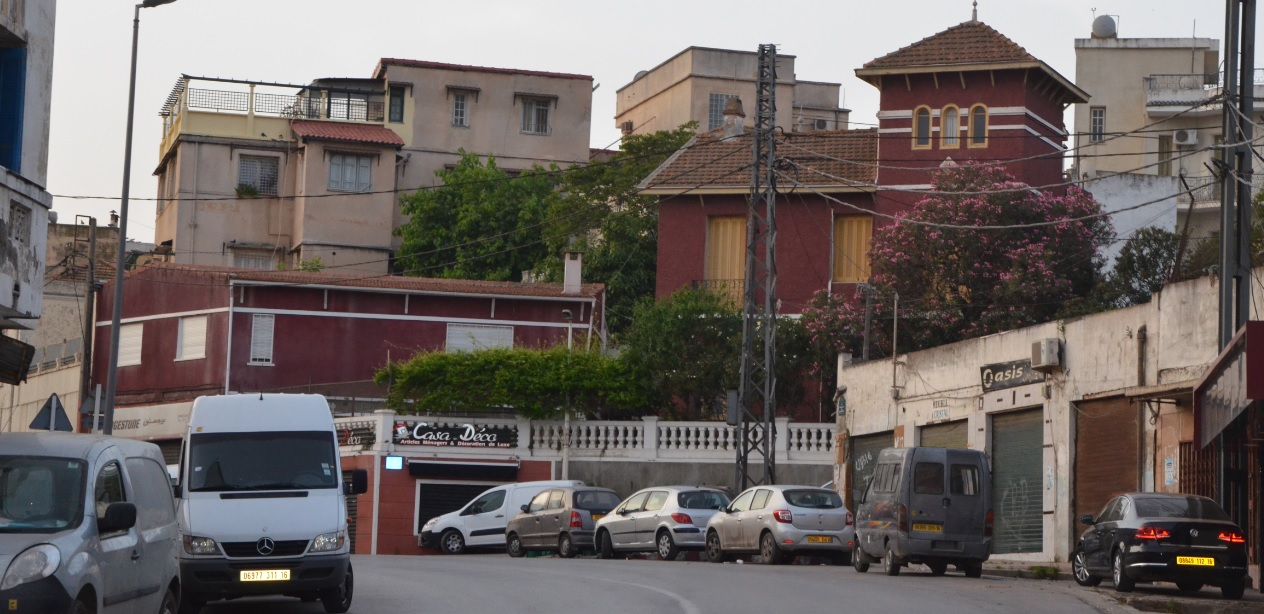
Quartier de l'Oasis à Kouba

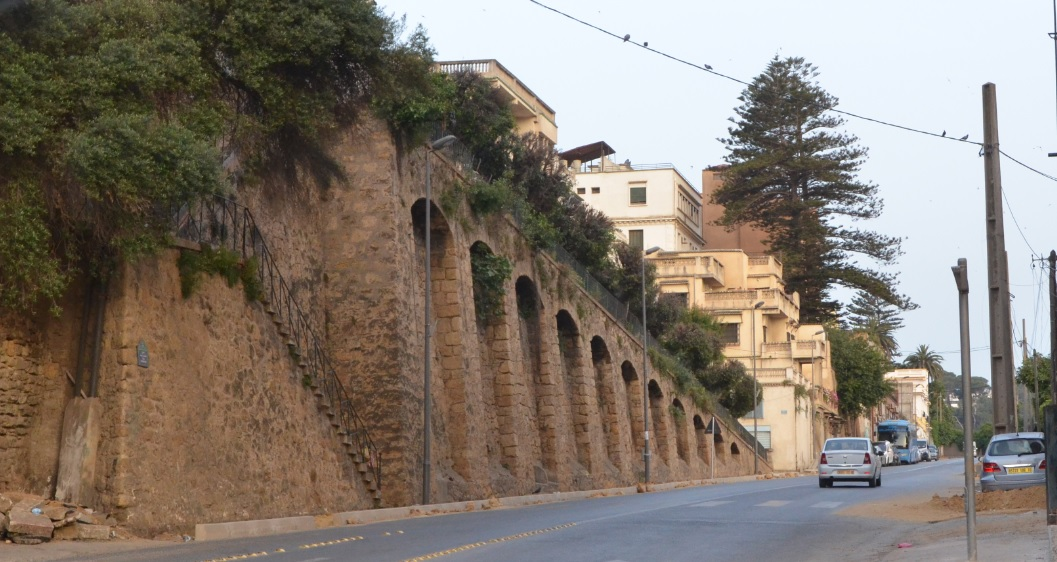
Quartier du Calvaire à Kouba

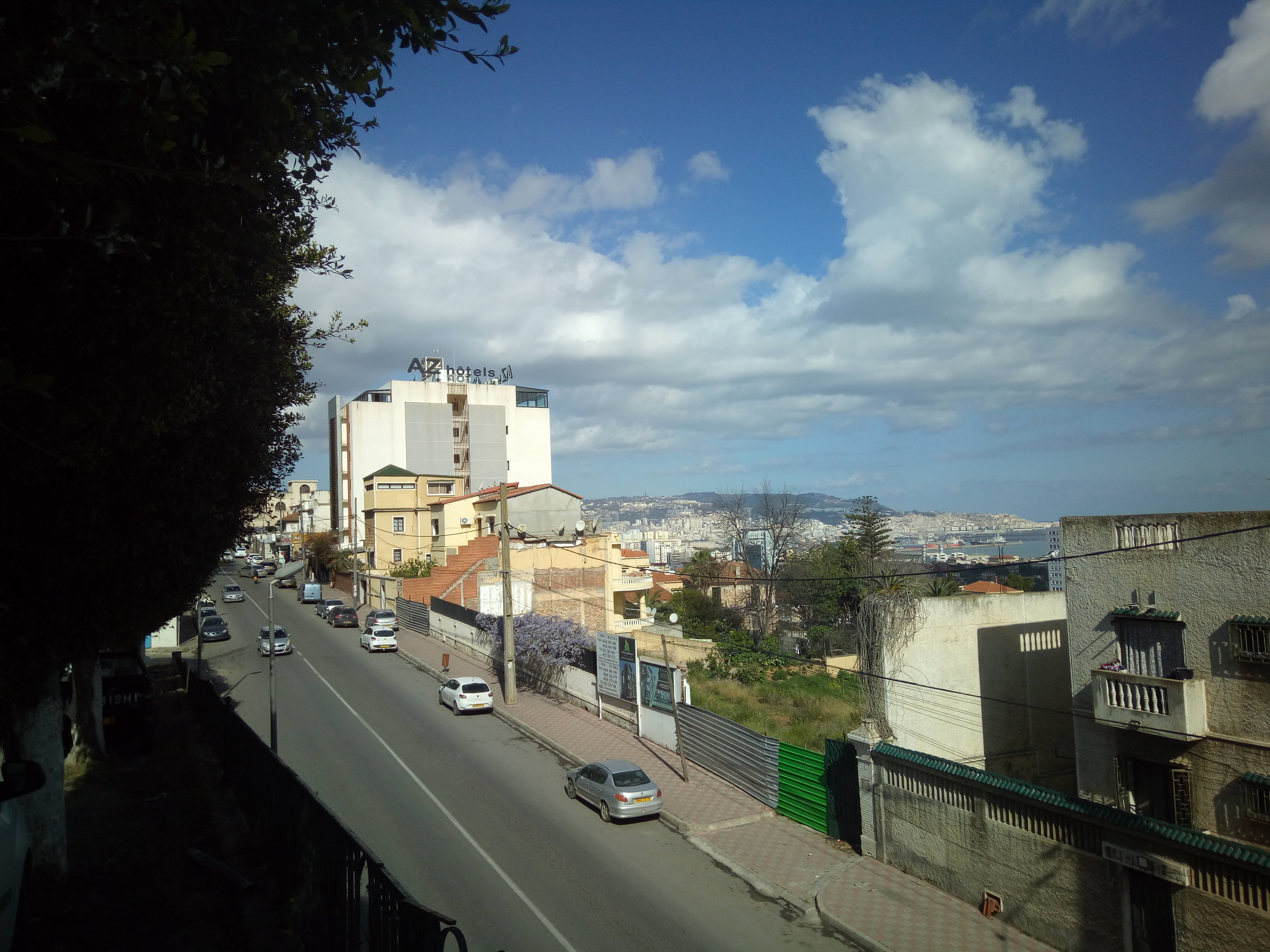
Vue sur la ville d'Alger à partir du quartier de Calvaire.

Ce quartier résidentiel se situe dans la montée entre le Ruisseau et le village. Il s'agit essentiellement de belles demeures dont certaines datent de l'époque ottomane construites le long des lacets formées par les rues montantes, offrant un panorama sur la baie d'Alger. .

#### Ruisseau

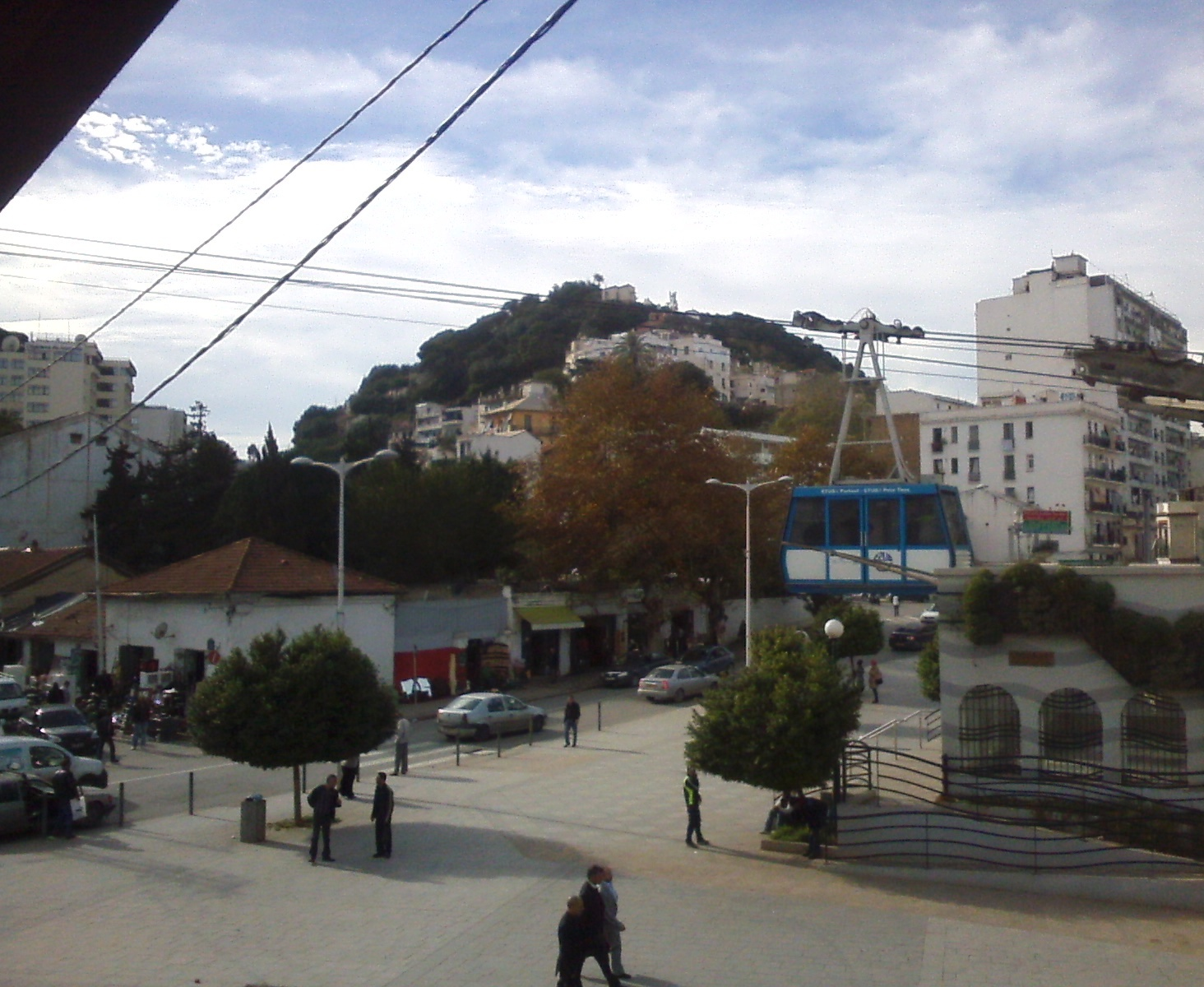
Vue sur le téléphérique de Oued Kniss au quartier de Ruisseau, Kouba.

Quartier situé en contrebas à cheval sur les communes de Kouba, Hussein Dey et Belouizdad. Accueillant jusqu'à il y a peu les abattoirs d'Alger et de petites fabriques, il est en pleine transformation en quartier administratif. On y trouve depuis 2012 une grande place accueillant une station multimodale Métro/Tramway/Téléphérique (conduisant vers le plateau des Annassers).

#### La Croix /Vieux Kouba

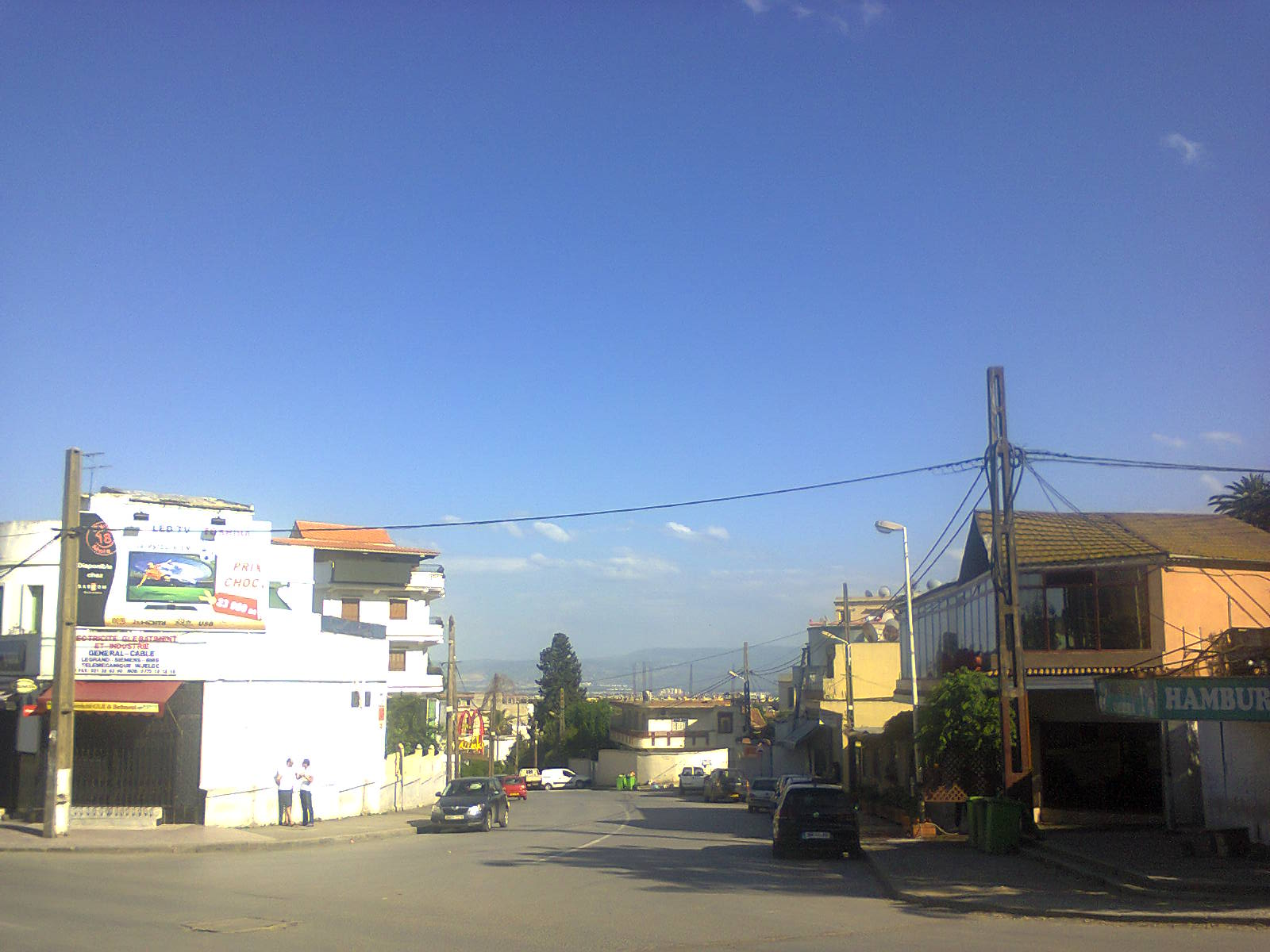
Vue du quartier de Vieux-Kouba.

Quartier situé dans le prolongement du village colonial, essentiellement résidentiel, il composé de plusieurs lotissements situés de part et d'autre de l'avenue des frères Abdeslami (ex-avenue Lavigerie), construits à partir du début du XXe siècle. On y trouve le clos des Orangers, le lotissement Boirie.
Ce quartier abrite plusieurs écoles :
- une École normale supérieure (ENS) ex-centre des invalides de la guerre 14-18.
- Une résidence universitaire étudiante
- Un lycée "des frères Hamia" construit dans les années 1970.
- Plusieurs écoles privées spécialisées dans l'enseignement moyen et secondaire
- Une centre de formation professionnelle appelé le centre Alili Ahmed et Biskri Fatiha.

#### Ben Omar

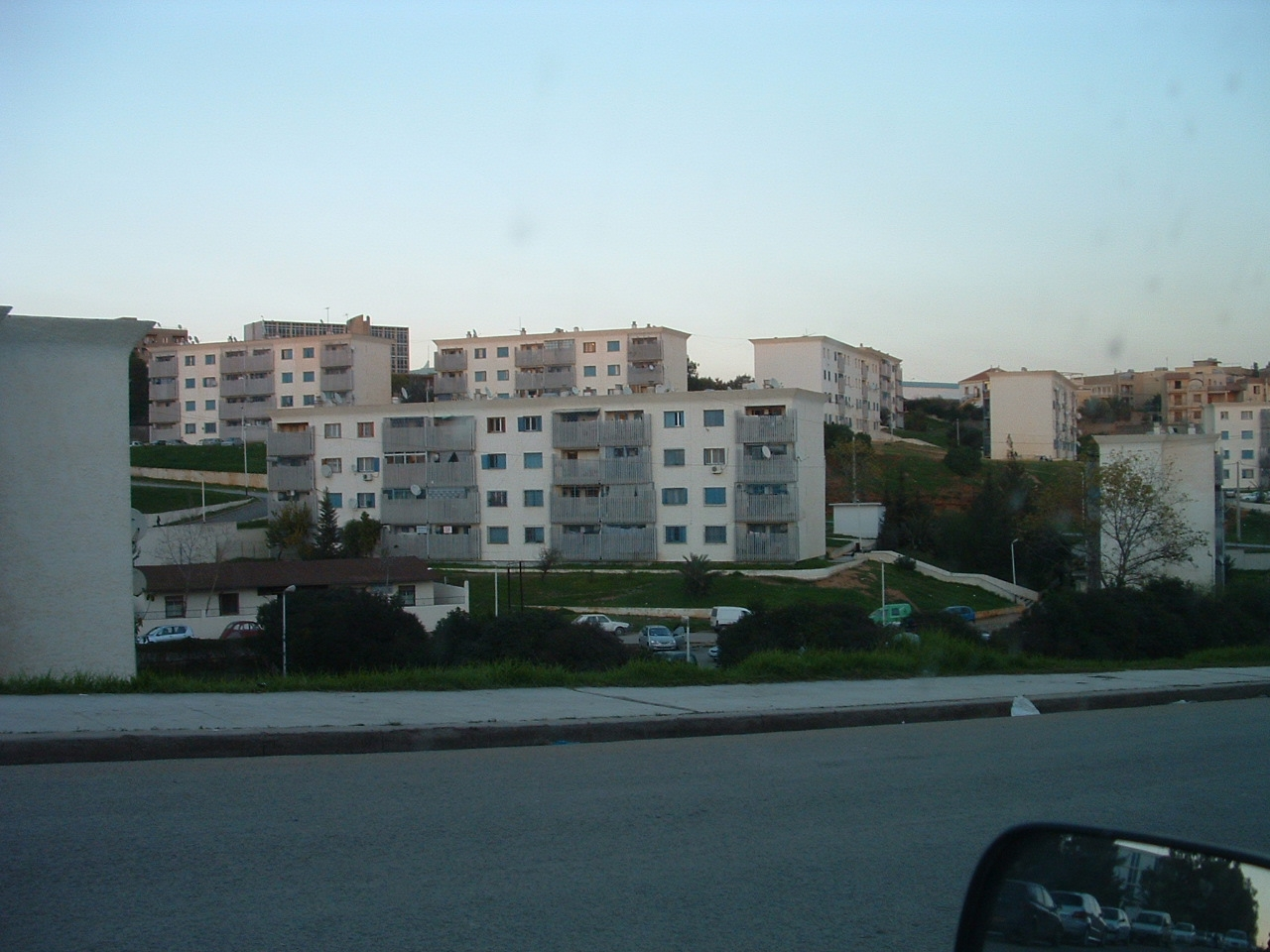
La cité de Ben Omar.

Ce quartier s'est développé après la Seconde Guerre mondiale. Avec la construction du Parc Ben Omar, des villas destinées aux cheminots, ainsi que des cités :
- Parc Ben Omar
- Cité Bag Mohamed (ex-Nobleterre)
- Cité Mohamed Saidoune (ex-La Cadat, Cité Dallas)
- Cité Diar El Bahia
- Cité Djilali Lyabes (ex-Ben Omar)
- Cité Louis Moritaux (entre Ben Omar et L'Appreval)

La cité Ben Omar est construite dans les années 1970 pour les cadres dans une logique de logement social. Composé de 20 immeubles différents, le quartier abritait les cadres de la nation par spécialités et domaines : bâtiment de l'enseignement, bâtiment des médecins, bâtiments des sociologues, bâtiments des orientaux, bâtiments des militaires. À la même époque, dans un souci de mixité culturelle, des logements furent également attribués à des coopérants de diverses nationalités.
Ces dernières années, une piscine semi-olympique a été construite dans ce quartier.

#### Jolie Vue
Quartier construit autour d'une cité populaire des années 1950, il s'est fortement développé à partir des années 1990 :
- Cité Jolie Vue.
- Cité Khellil Charef Abdelkader (ex-Jolie Vue 2).
- Cité 648 logements.
- Cité 286 logements.
- Cité Sonelgaz 40 logements

#### Plateau des Annassers

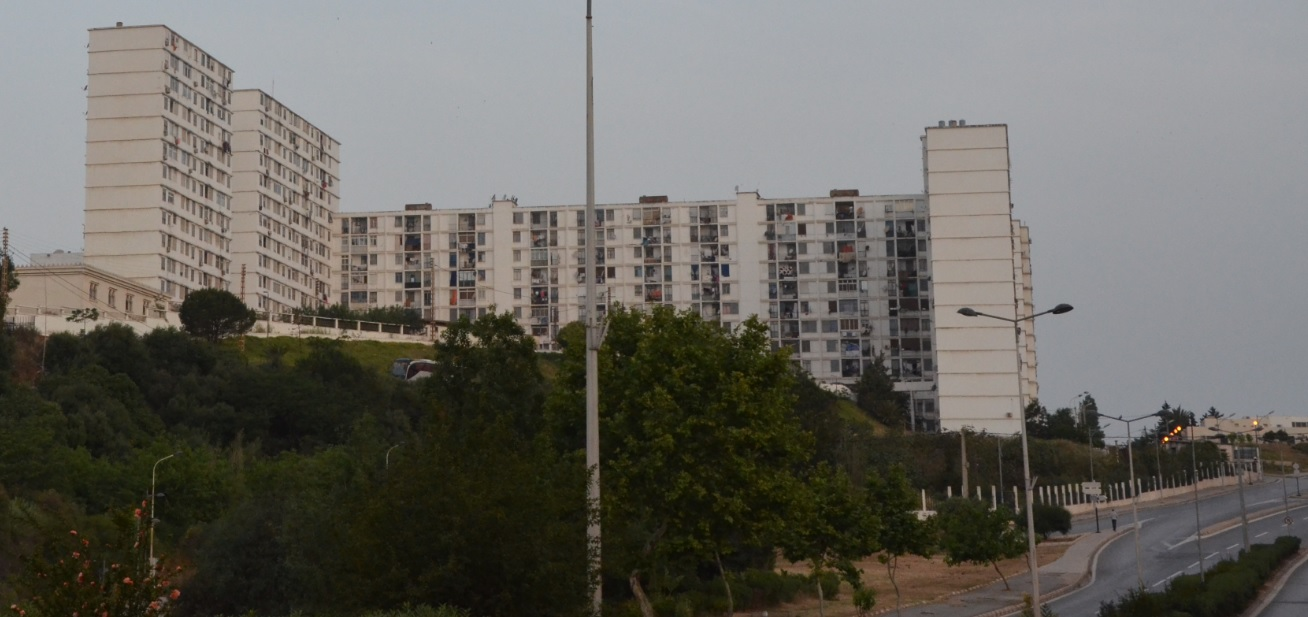
Cité les Annassers

Grands ensembles de cités populaires planifiées à partir des années 1950, on y trouve cinq grandes cités. Initié par le plan de Constantine, afin de loger les indigènes, le projet d'aménagement du plateau des Annassers prévoyait la construction de 24 000 logements, seule une première tranche a été livrée avant l'indépendance, la cité Annassers 1 en 1957 et la cité Diar El Afia en 1960. Plus tard dans les années 1970, deux autres cités sont construites, les Annassers 2 construite par la Sorecal et livrée en 1980 et les Cités Coopemad Sud et Nord, promotion immobilière des Moudjahidines.
- Cité Annassers 1
- Cité Diar El Afia
- Cité El Nasr (ex-Annassers 2, dite Sorecal)
- Cités Coopemad Sud et Nord

#### Haï El Hayat (Appreval) / Haï El Badr (Lot. Michel)
Quartier résidentiel plus populaire situé au sud de Ben Omar dans la descente du Chemin Ali Ben Habiles en direction de Gué de Constantine.
- L'Appreval.
- Lotissement Michel.
- Quatre Chemins.

#### Garidi

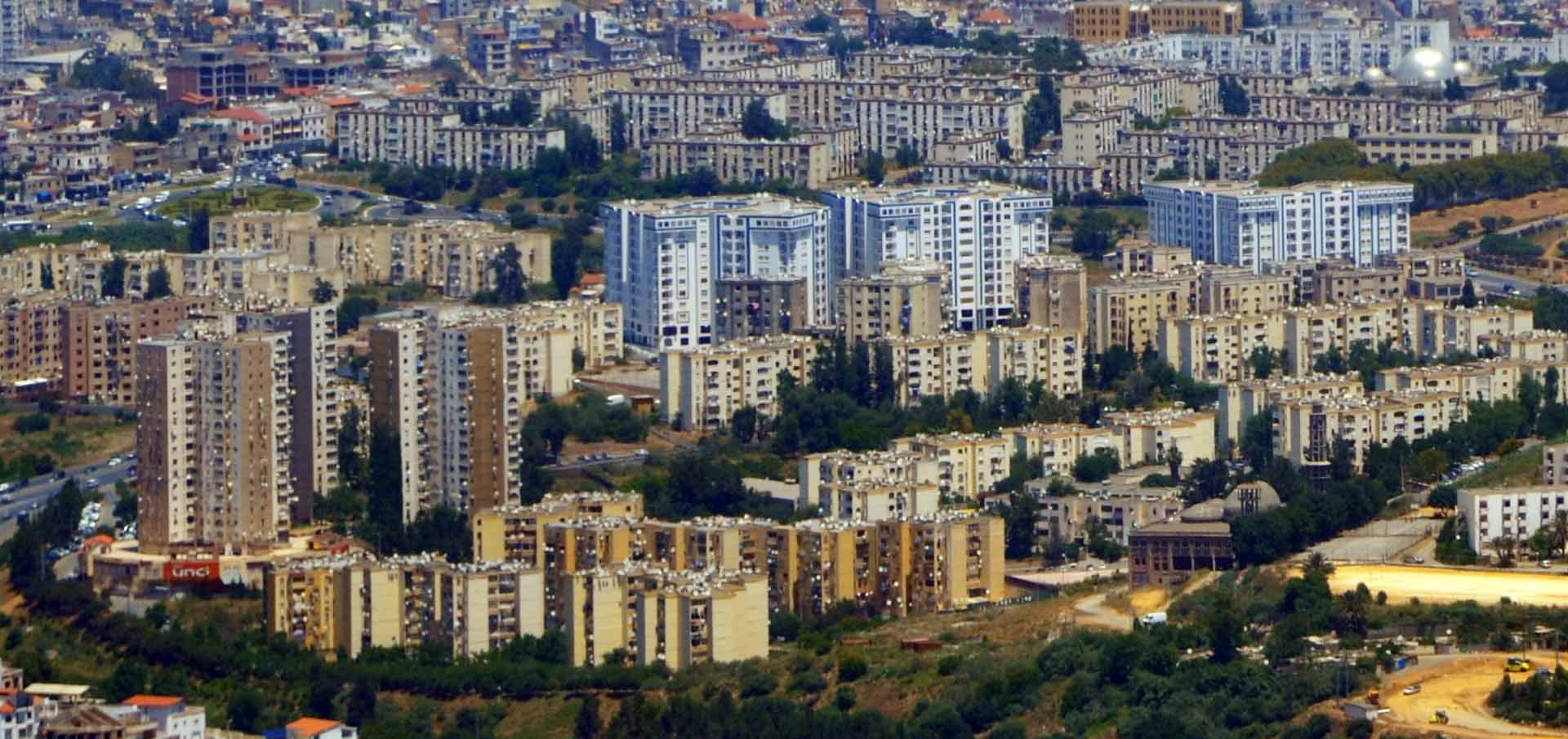
Vue générale du quartier de Garidi.

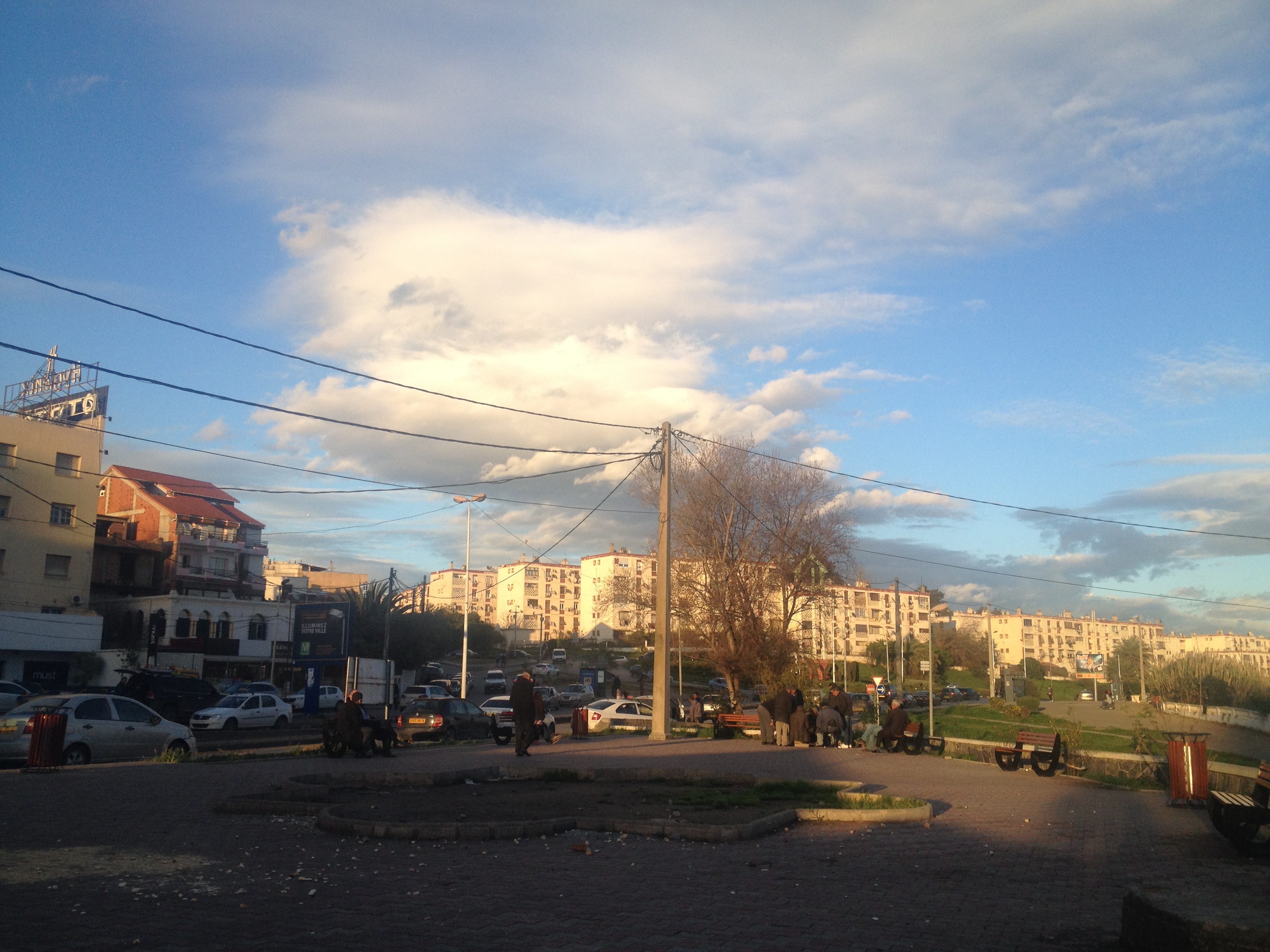
Vue au quartier de Garidi II.

Situé sur le versant sud du plateau des Annassers, deux cités séparées par une voie rapide, la pénétrante des Annassers, habitées par la classe moyenne. L'ensemble Garidi 1 et Garidi 2 promu par l'OPGI a été livré en 1983. Depuis deux nouvelles promotions ont vu le jour à côté de Garidi 1, la Cité 279 logements de la CNEP dans les années 1990 et la promotion privée Serbat livrée en 2012.
- Garidi 1 et 2
- Cité 279 logements (CNEP)
- Promotion Serbat

## Population et société

### Démographie
| 1987   | 1998    | 2008    |
| ------ | ------- | ------- |
| 86 900 | 105 253 | 104 708 |

### Enseignement

#### Enseignement scolaire
- 28 écoles primaires publiques[4].
- 10 Collèges d'enseignement moyen publics (CEM) [5]

- CEM Abdelmalek Temmam au Annassers
- CEM Abdelkrim EL Akoun au Annassers
- CEM Tayeb Boualahrouf à Garidi 1
- CEM Youcef Ben Brahim El Ouardjilani à Jolie Vue
- CEM des frères Abdesselami à Kouba
- CEM Abdelhamid Benazouz
- CEM Djaafar Kadri-Khodja au Oasis
- CEM Émir Khaled à La Croix
- CEM Mohamed El Aïd Al Khalifa à Garidi 1
- CEM Nouvelle Kouba à Jolie Vue

- 8 Lycées publics[6]

- Lycée Saad Dahlab à Ben Omar

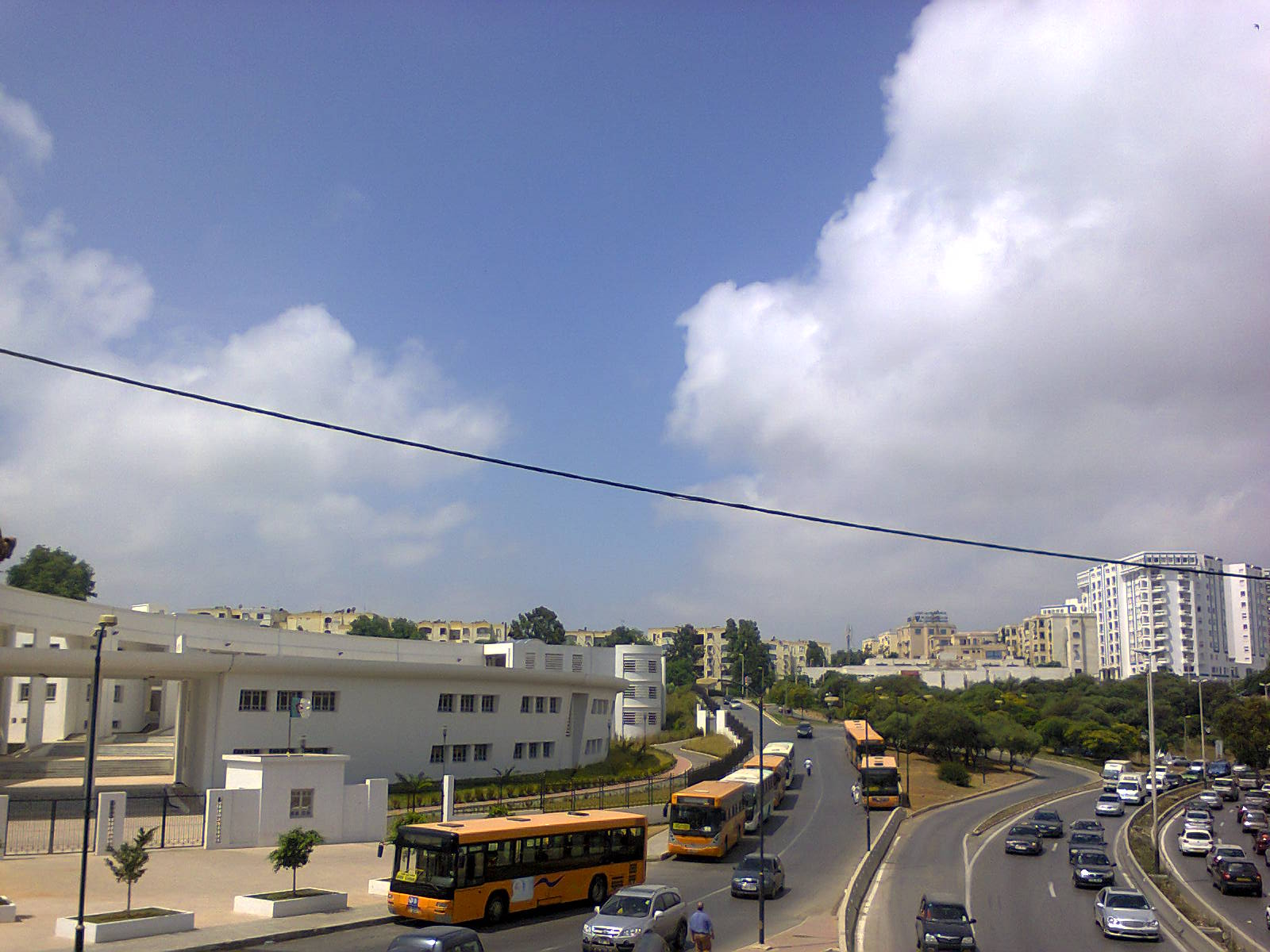
Lycée National de Mathématiques, au quartier de Garidi 1.

- Lycée des frères Hamia à Vieux-Kouba
- Lycée de filles Hassiba Ben Bouali à Ben Omar
- Lycée Dekkar Boualem à Garidi 2
- Lycée Abdelhafid Boussouf au Diar ElAfia
- Lycée Ali Ammar ( Dit Ali  la pointe ) à Ben Omar
- Lycée Mohamed Ben Youcef Khider à Jolie Vue (ex-Technicum de Jolie Vue)
- Nouveau lycée d'élite de Mathématiques à Garidi 1

#### Formation professionnelle
- 4 CFPA et 1 INSFP

- CFPA Mounsi Salah
- CFPA Bellalem Said
- CFPA Allili Ahmed et Beskri Fatiha
- CFPA Hamoud Mohamed
- INSFP El Amid Si Athmane (métiers du bâtiment)

#### Enseignement supérieur
La commune possède un campus répartie sur deux quartiers : Vieux-Kouba et Garidi.
- École Normale Supérieur de Kouba (quartier de Vieux-Kouba).
- École Supérieure des Travaux Publics (quartier de Garidi).
- École Nationale de Santé Militaire de Ain Naâdja.

### Santé

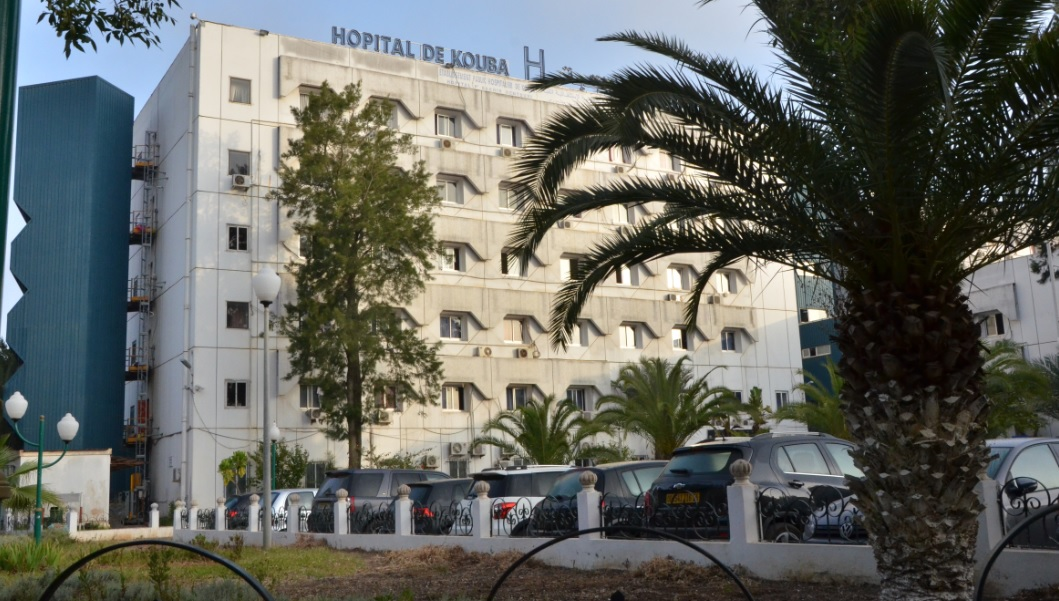
Hôpital Bachir Mentouri de Kouba

- Établissement Hospitalier Spécialisé (EHS), Bachir Mentouri.
- Établissement Hospitalier Spécialisé (EHS), Drid Hocine (Pédopsychiatrie).
- Hôpital Central de l'Armée de Ain Naâdja.
- Clinique les Oliviers.

### Médias
- La commune est le siège du Centre International de Presse[7].
- Le quotidien El Watan y construit son siège au quartier de l'Oasis[8].

## Administration et Politique

### Sièges d'administrations et d'organismes
- Ministère des ressources en eaux.
- Annexe du ministère de l'éducation nationale.
- Ministère des affaires étrangères.
- Ministère de la Culture.
- Cour d'Alger.
- Agence Nationale à l'Aménagement et à l'Attractivité des territoires ANAAT.
- Organisme National de Contrôle Technique des Travaux Publics CTTP.
- Société des Eaux et de l’Assainissement d’Alger SEAAL.
- Fédération Algérienne de Taekwondo.

### Situation administrative
- L'Assemblée populaire communale de Kouba est composée de 23 sièges.
- La Commune de Kouba fait partie de la Daïra de Hussein Dey.

### Liste des maires successifs
- 1962-1965 : Ahmed Okbane
- 1974-1979 : Boulouh Brahim (FLN)
- 1979-1984 : Tahar Chobti (FLN), Cadre supérieur d'État
- 1984-1989 : Azzedine Kadiri (FLN)
- 1990-1992 : El Akel (FIS)
- 1992-1997 : Délégation exécutive communale
- 1997-1999 : Chihab Seddik (RND)
- 1999-2002 : Fouzia Bensahnoun (RND), Ingénieure
- 2002-2007 : Mohamed Nabi (FLN), médecin
- 2007-2012 : Saïda Bounab (FLN), Cadre supérieur
- 2012-2017 : Zoheir Bousnina
- 2017-2021 : Mohamed Nabi (FLN), médecin
- 2021-Present : Zoheir Bousnina

### Sécurité
La commune compte 4 commissariats de police, une brigade mobile et une gendarmerie.
- Sûreté Urbaine à La Vigerie (ex-17e)
- Sûreté Urbaine au Diar ElAfia
- Sûreté Urbaine à Jolie Vue
- Sûreté Urbaine à Ben Omar
- BMPJ de Jolie Vue 2
- Gendarmerie à Jolie Vue

## Biodiversité
Cette commune pourtant très fortement urbanisée possède une riche faune et flore. Elle compte un espace protégé, la forêt de Kouba d'une superficie de 5 Ha autour du fort ottoman et plusieurs espaces boisés, 17 Ha autour du plateau des Annassers, 14 Ha près de l'hôpital militaire, 36 Ha près du QG des forces terrestres.

## Vie quotidienne et patrimoine

### Lieux et monuments
- Fort, fortification ottomane qui domine une falaise dominant la baie d'Alger.
- Le grand séminaire, ancien séminaire du diocèse d'Alger, il abrite une partie du ministère des ressources en eaux. Il a été classé par le ministère de la culture en 2012[9].
- Ancienne Église Saint-Vincent-de-Paul.
- Ancien Centre des Invalides de guerre, accueille aujourd'hui l’École Nationale Supérieure de Kouba.
- Orphelinat de la Sainte Enfance.

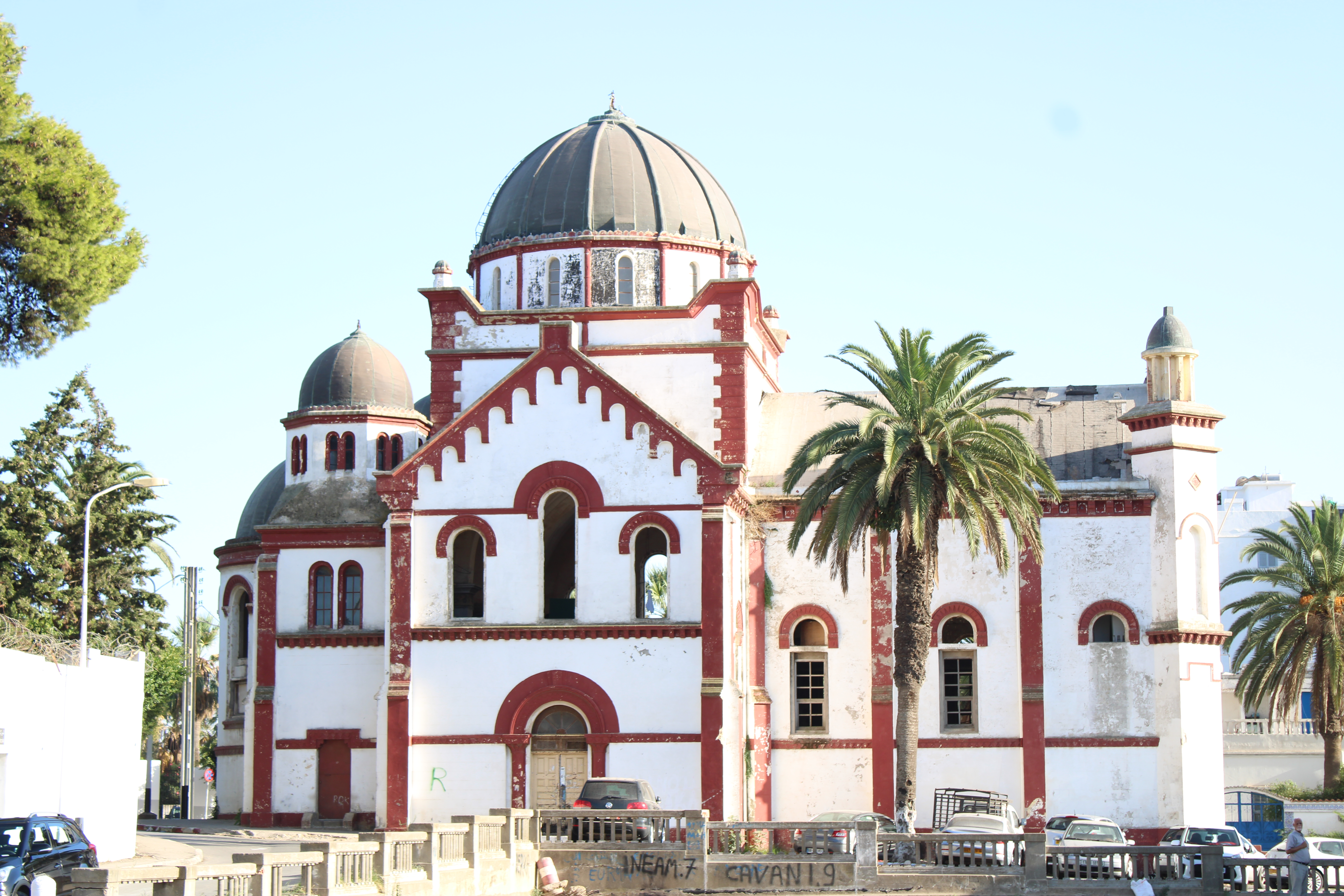
Façade sud de l'ancienne église Saint-Vincent-de-Paul de Kouba.
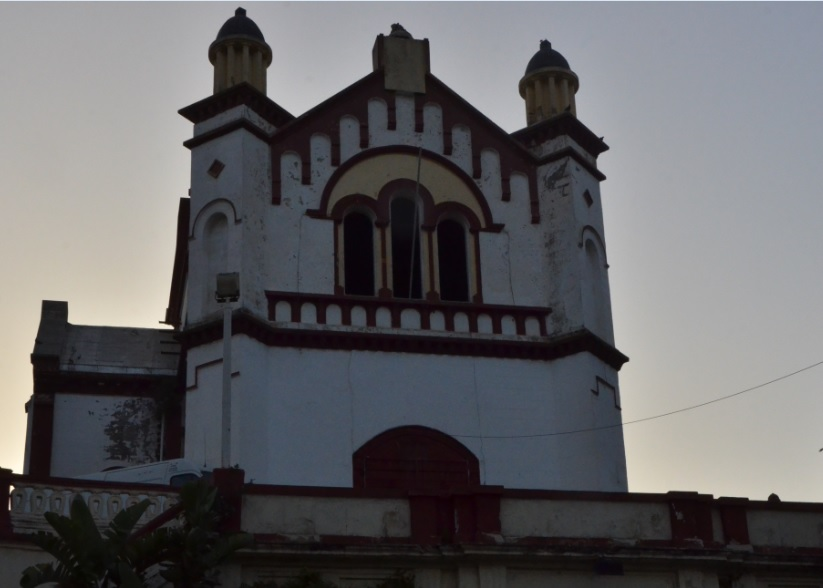
Façade ouest de l'ancienne église Saint-Vincent-de-Paul de Kouba.

### Équipements culturels
- Le palais de la culture Moufdi Zakaria est situé au niveau de la commune de Kouba.
- Maison Art et Musique Abdelhamid Ben Hadouga.

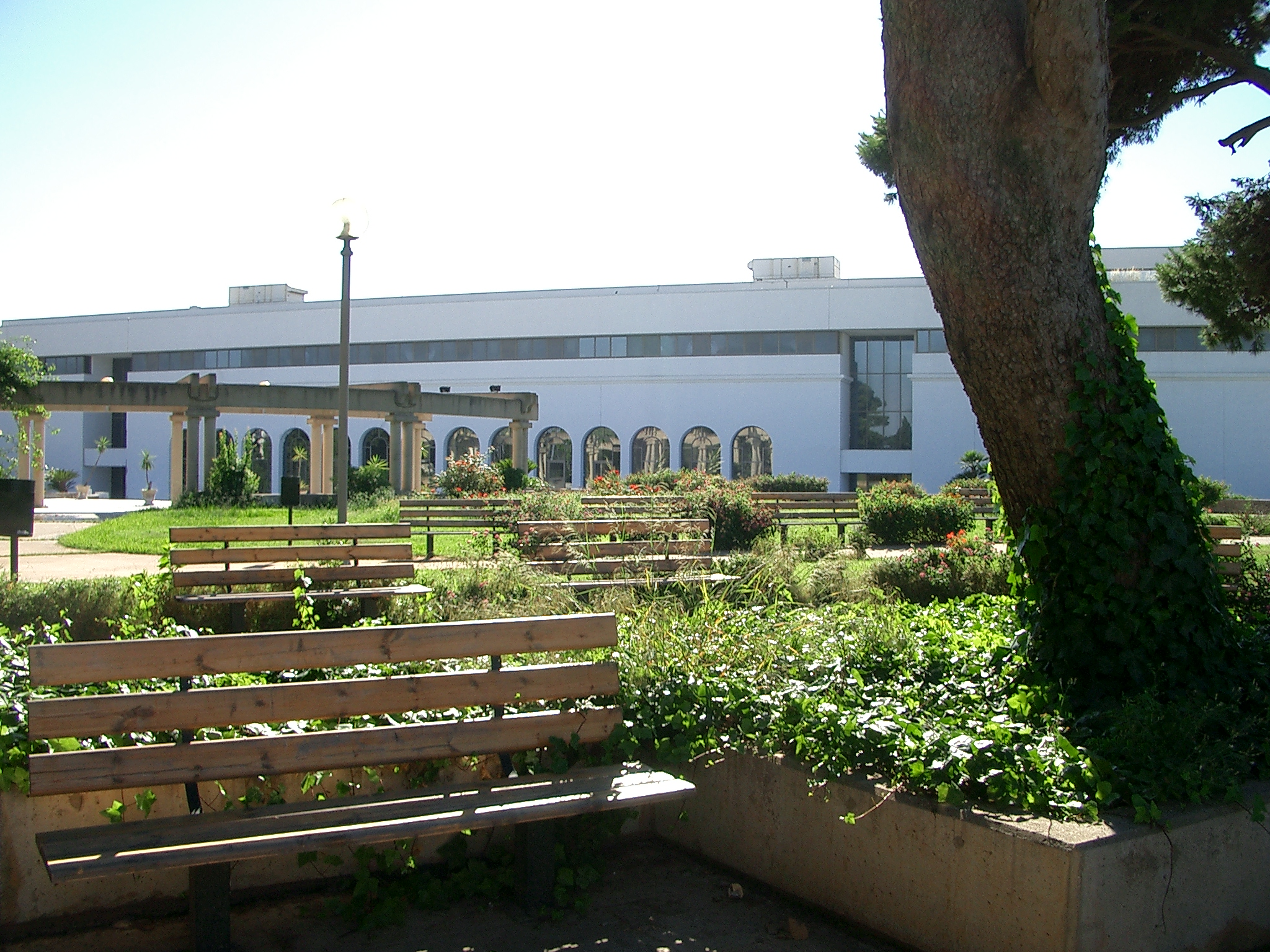
Le jardin du Palais de la culture, Kouba.
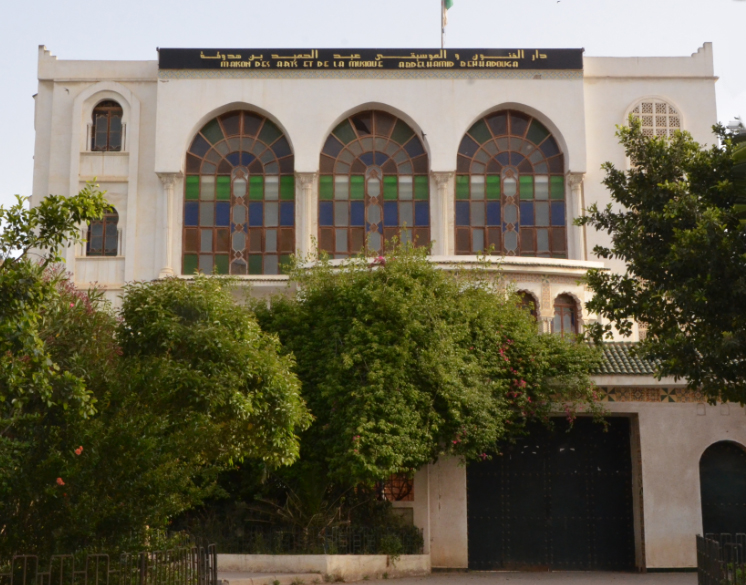
Maison Arts et Musique de Kouba.

### Musique
Kouba est représentée[précision nécessaire] par son association culturelle et musicale : El Djazira[réf. nécessaire].

### Sport
La commune de Kouba possède plusieurs clubs de football : le CAK (Chabab Amel Kouba), l'ESK (Espérance Sportive de Kouba), le WRK (Wifak Riadhi Kouba), l'ASBK (Association Sportive Baladiat Kouba), l'IRGK (Ittihad Riadhi Garidi Kouba), mais le club phare de la commune reste le RCK (Raed Chabab Kouba).

Raed Chabab Kouba

Une équipe d'athlétisme du RCK, est parmi les meilleures en Algérie où elle est détentrice de plusieurs records d'Algérie.
Le principal stade de la commune est le Stade Mohamed Benhaddad d'une capacité de 10 000 places. Ces dernières années, la commune a bénéficié de la réalisation d'une piscine semi-olympique située au quartier de Ben Omar.

## Personnalités liées à la commune
- Fatima Zohra Ardjoune, première femme du monde arabe à devenir général. Cette Algérienne, docteure en médecine est en Algérie, la pionnière de la recherche de l'hématologie. Elle fréquente à Kouba une école primaire puis un lycée de filles.
- Saïd Mohammedi (1912-1994), militaire et homme politique algérien, a habité à Kouba après l’indépendance.
- Mohamed Lamine Debaghine (1917-2003), médecin, homme politique et indépendantiste algérien habitait à la rue Dixmude (actuelle Lieutenant Boutaleb Keddour).
- Mohamed Bachir El Ibrahimi (1889-1965), fondateur de l'association des oulémas musulmans algériens dont le siège était situé à Kouba.
- Ferhat Abbas (1899-1985), premier président du GPRA, s'est marié et y a vécu jusqu'à son décès.
- Ahmed Francis (1912-1968), premier ministre de l'économie d'Algérie, a habité à Kouba.
- Fernand Sastre (1923-1998), président de la fédération française de football, y est né.
- Général Margueritte (1823-1870), militaire français y a vécu toute son enfance.
- Mohamed Sifaoui (1967), journaliste franco-algérien a vécu à la Cité Bag Mohamed (anciennement Nobleterre).
- Ali Belhadj (1956), leader islamiste, cofondateur du FIS habitait à Jolie Vue et prêchait à la Mosquée de ben Omar.
- Djilali Liabes (1948-1993), universitaire, ancien ministre des universités assassiné devant son immeuble à la Cité Ben Omar depuis renommée à son nom.
- Mustapha Benyahia (1948-2023), footballeur algérien.

- Naima Dziria, Diva de la chanson Hawzi algéroise, y est née en 1968
- Michel Crémadès (1955), acteur, y est né et y a vécu sa petite enfance.
- Mohamed Kacimi (1955) y a étudié.
- André Greck (1912-1993) sculpteur y avait son atelier artistique et y habitait.
- Paul Belmondo (1898-1982), sculpteur et graveur, père de l'acteur de cinéma Jean-Paul Belmondo, y avait son atelier artistique et y habitait.
- Mohamed Oukil (1977-), footballeur algérien.